# Bouwer

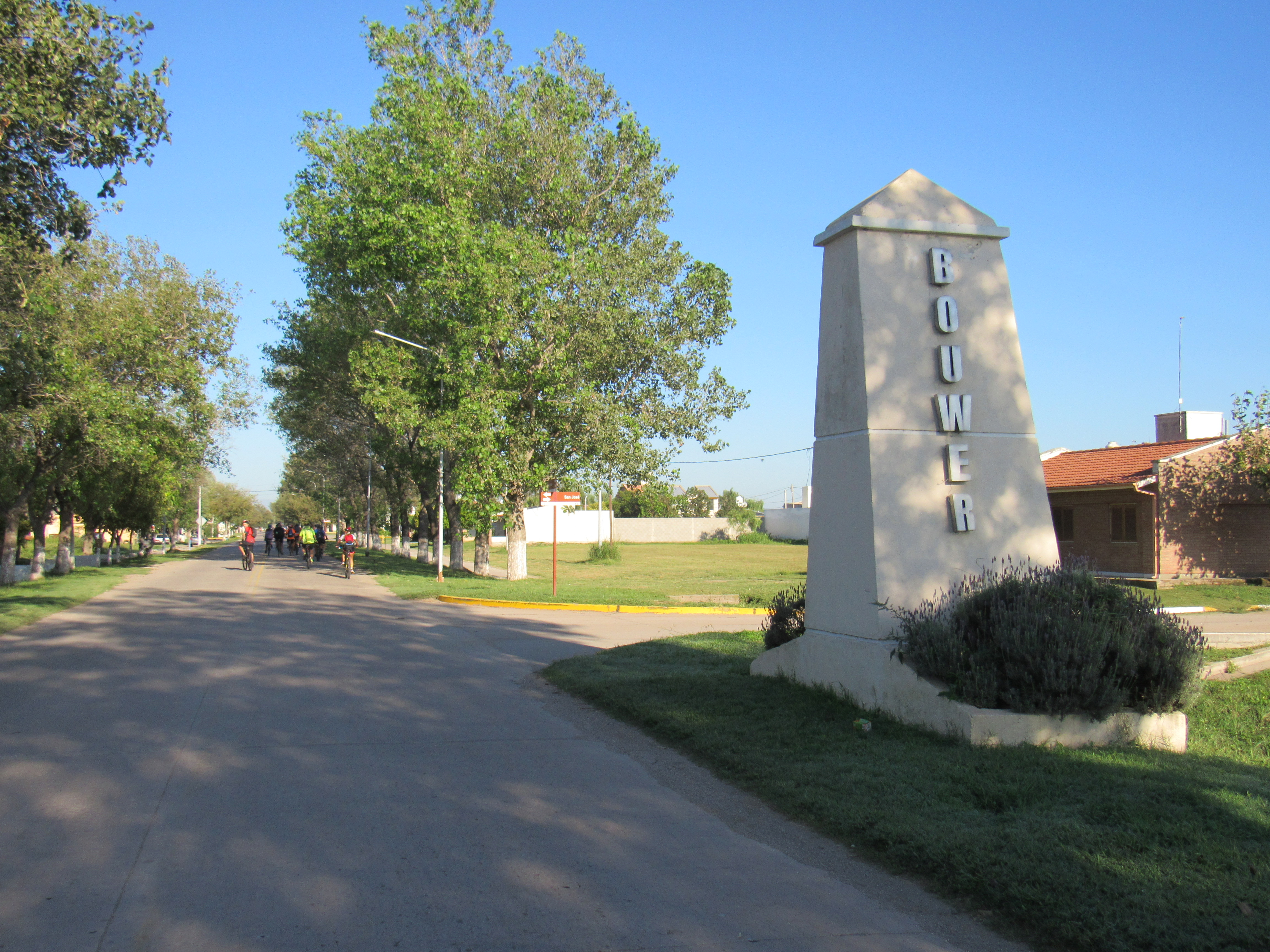
Bouwer (2021)

Bouwer (z. T. auch Bower geschrieben) ist ein kleiner Ort in der Provinz Córdoba im zentralen Argentinien. Er liegt drei Kilometer südlich der Stadtgrenze zur Provinzhauptstadt Córdoba selbst an der Bahnstrecke zwischen Córdoba und Río Cuarto, im Departamento Santa María.
Bouwer ist vor allem als Standort des wichtigsten Gefängnisses des Ballungsraums Gran Córdoba bekannt.

## Bevölkerung
Bouwer hat 625 Einwohner im Kern des Ortes (INDEC, 2001). Zählt man die Einwohner des Gefängnisses dazu, erhöht sich die Einwohnerzahl auf 2.125 (ebenfalls 2001).
Der Ort besteht aus drei klar abgrenzbaren Teilen. Der eigentliche Ortskern im Westen ist ländlich geprägt. Östlich davon liegt ein locker bebautes Gebiet, das sich am Camino San Carlos, der Verlängerung einer wichtigen Hauptstraße von Córdoba, entlangzieht, wo sich vor allem Villen mit großen Parkgeländen, aber auch landwirtschaftliche Betriebe befinden. vier Kilometer westlich des Ortskerns, an der Ruta 36, liegt die geschlossene Wohnanlage Alto del Durazno, einen Kilometer südlich davon liegt das Gefängnis.

## Wirtschaft und Infrastruktur
Neben einigen kleinen landwirtschaftlichen Betrieben ist vor allem das Gefängnis der wichtigste Wirtschaftsfaktor des Ortes. Dieses zählt etwa 1.500 Insassen und gilt als eines der sichersten und modernsten Gefängnisse des Landes überhaupt. Weiterhin liegt in Bouwer der bedeutendste Schrottplatz des Ballungsraums.
Bouwer ist einer der wenigen Orte außerhalb des Stadtgebiets von Córdoba, der von einem Stadtbus dieser Stadt angefahren wird, der Linie A9.